# مقبرة العود
مقبرة العود، أكبر مقابر مدينة الرياض، وثالث أشهر مقبرة في المملكة العربية السعودية بعد مقبرة البقيع والمعلاة. حيث دفن فيها جميع ملوك المملكة العربية السعودية.

## التاريخ
وفقًا لبعض المصادر التاريخية فإن المقبرة شهدت قبل أكثر من قرن ونصف مراسم دفن الإمام فيصل بن تركي ثاني ملوك الدولة السعودية الثانية وذلك عام 1282 هـ، الذي يعد من أوائل من دُفِن في العود من ملوك آل سعود، كما دفن فيها كل من الإمام عبد الله بن فيصل بن تركي آل سعود الذي توفي عام 1307هـ، والإمام عبد الرحمن بن فيصل بن تركي آل سعود وذلك عام 1346هـ.
كما دفن في المقبرة عدد كبير من الأمراء والعلماء وأعيان الأسر في الرياض، فتذكر بعض المصادر التاريخية أن فاطمة بنت الشيخ محمد بن عبد الوهاب دفنت في هذه المقبرة في الستينيات من القرن الثالث عشر الهجري، كما دفن فيها الأمير مبارك المبيريك ، كما دفن فيها الشيخ فيصل بن سلطان الدويش شيخ قبيلة مطير وزعيم إخوان من أطاع الله وكان ذالك في 3 أكتوبر عام 1931م، كما دفن فيها حمد بن راشد بن عساكر جد أسرة آل عساكر المعروفة في الرياض، إضافة إلى موسى بن مرشد أحد أعيان مدينة الرياض وكان ذلك عام 1266 هـ، وكذلك الشيخ عبد الرحمن بن حسن آل الشيخ وذلك في عام 1285هـ، والشيخ عبد اللطيف آل الشيخ وذلك في عام 1293هـ، والشيخ حسن بن حسين آل الشيخ وذلك في عام 1340هـ، والشيخ محمد بن محمود وذلك في عام 1333هـ، والشيخ سليمان بن سحمان الخثعمي ؛ الشاعر المعروف وذلك في عام 1349هـ، والشيخ حمد بن فارس وذلك في عام 1345هـ، والشيخ عبد اللطيف بن إبراهيم بن عبد اللطيف آل الشيخ وذلك في عام 1386هـ، والشيخ محمد بن إبراهيم بن عبد اللطيف آل الشيخ وذلك في عام 1389هـ، ومحمد بن صالح الشلهوب 1389هـ، والشيخ عمر بن حسن آل الشيخ وذلك في عام 1395هـ.
وفقًا لوثائق ووصايا يحتفظ بها المؤرخ ابن عساكر وهو باحث متخصص في تاريخ وجغرافية المنطقة، والذي قال: إن الاتجاه إلى دفن الموتى في مقبرة العود بدأ بعد أن امتلأت مقبرة شلقا في الجهة الشمالية من الرياض القديمة، وتوقف الدفن فيها، وقال أن الإمام تركي بن عبد الله مؤسس الدولة السعودية الثانية دفن في مقبرة شلقا. مما يؤكد ذلك أن عبد الله فلبي أورد في مذكراته أن الملك عبد العزيز أثناء زيارته للمقبرة تمنى أن يكون جده الإمام تركي بن عبد الله مدفونًا في مقبرة العود بجانب ابنه فيصل. تضم المقبرة قبور كل ملوك المملكة الذين توفوا بداية من الملك عبد العزيز (1932 – 1953)، مرورا بالملوك: سعود (1953 - 1964)، وفيصل (1964 - 1975)، وخالد (1975 - 1982) وفهد (1982 - 2005)، وعبد الله (2005 - 2015).

## الوصف
تقع مقبرة العود في جنوب مدينة الرياض وعلى شارع البطحاء أحد أعرق شوارع العاصمة، وتصل مساحة المقبرة إلى تسعين ألف متر مربع، وتعتبر من كبرى المقابر في السعودية. تصنف بكونها أشهر المدافن في العاصمة السعودية الرياض، وتأتي في الشهرة بعد مقبرة البقيع في المدينة المنورة، وكذلك بعد مقبرة المعلاة في مكة المكرمة.
تضم مقبرة العود ستة من ملوك المملكة العربية السعودية، وتتوسط العاصمة الرياض حاليًا، يدفن بها أغلب أفراد العائلة المالكة بالسعودية، حيث يتم فيها الدفن للجميع حكامًا ومحكومين. سُميت بمقبرة العود كناية لدفن العود وهو الملك عبد العزيز، في حين يشير الباحث السعودي راشد بن عساكر إلى أن مقبرة العود حملت هذا الاسم نسبة إلى المكان الذي أقيمت فيه، وقال أن الأسماء في كثير من الأحيان لا تعلل، لكن ربما أن اسم المقبرة جاء من جغرافية المكان الذي اشتهر في الأصل بالأراضي الزراعية، وكان ينبت فيه شجر العود، ويرى البعض أنها سميت نسبة إلى الأب كبير السن، حيث إن مسمى العود في اللهجة السعودية يشير دائمًا إلى الأب كبير السن. نظرًا للمكانة التاريخية التي تشكلها المقبرة، فقد قامت أمانة منطقة الرياض بنزع ملكية الأرض المحاذية لمقبرة العود من الجهة الشمالية، بمساحة إجمالية قدرها 42 ألف مترًا مربعًا لتوسعة المقبرة، لتصل مساحة المقبرة إلى 141 ألف متر مربع.
كتب على مقبرة العود اسمها ومعلومات عن بدايتها، وتم تطوير وتجديد المدخل الغربي للمقبرة، حيث تم تجديد الأسوار على الجانبين مع تركيب بوابات حديدية جديدة، كما تم فصل مباني الخدمات في المقبرة مثل المصلى والسكن والمرافق الأخرى عن مواقع الدفن بأسوار مرتفعة بطول ثلاثة أمتار تقريبًا وتهيئة الطرقات الداخلية وأعمدة الإنارة.